# Alpine Skiweltmeisterschaften 1931/Teilnehmer
An den 1. Alpinen Skiweltmeisterschaften 1931 nahmen folgende 56 Sportler teil:

## Australien
| Männer - Thomas Mitchell Slalom, 17. Abfahrt, 24. Kombination, 15. (nicht gewertet) |

## Deutschland
| Männer - Friedl Däuber Slalom, 3. Abfahrt, 12. Kombination, 3. (nicht gewertet) Lange Abfahrt, 9. (inoffiziell) - Peter Alexander von le Fort Slalom, 19. Abfahrt, 21. Kombination, 14. (nicht gewertet) Lange Abfahrt, 23. (inoffiziell) - Martin Neuner Slalom, 6. Abfahrt, 11. Kombination, 7. (nicht gewertet) Lange Abfahrt, 18. (inoffiziell) - Ulrich Neuner Slalom, 10. Abfahrt, 9. Kombination, 10. (nicht gewertet) Lange Abfahrt, ausgeschieden (inoffiziell) - Karl Reiser Slalom, 14. Abfahrt, 20. Kombination, 12. (nicht gewertet) Lange Abfahrt, 17. (inoffiziell) - Karl Rösen Slalom, 16. - Hans von Weech Slalom, 7. Abfahrt, 9. Kombination, 6. (nicht gewertet) Lange Abfahrt, 16. (inoffiziell) | Frauen - Annemarie Honigmann Slalom, 13. Abfahrt, 17. Kombination, 16. (nicht gewertet) Lange Abfahrt, ausgeschieden (inoffiziell) - Annemarie Kopp Slalom, 12. Abfahrt, 15. Kombination, 14. (nicht gewertet) Lange Abfahrt, 14. (inoffiziell) - Mädi Schmidt Slalom, 11. Abfahrt, 10. Kombination, 12. (nicht gewertet) Lange Abfahrt, 8. (inoffiziell) |

## Italien
| Männer - Carlo Barassi Slalom, 20. Abfahrt, 25. Kombination, 16. (nicht gewertet) |

## Norwegen
|  | Frauen - Frau Oestbye Abfahrt, ausgeschieden |

## Österreich
| Männer - Gustav Lantschner Slalom, nicht gestartet Abfahrt, 5. Kombination, nicht gestartet (nicht gewertet) Lange Abfahrt, 1. (inoffiziell) - Otto Lantschner Slalom, nicht gestartet Abfahrt, 6. Kombination, nicht gestartet (nicht gewertet) Lange Abfahrt, 5. (inoffiziell) - Hans Nöbl Abfahrt, 22. Kombination, nicht gestartet (nicht gewertet) - Harald Paumgarten Lange Abfahrt, 3. (inoffiziell) - Harald Reinl Slalom, nicht gestartet Abfahrt, 8. Kombination, nicht gestartet (nicht gewertet) Lange Abfahrt, 15. (inoffiziell) - Hans Schroll Slalom, 12. Abfahrt, 14. Kombination, 11. (nicht gewertet) Lange Abfahrt, 11. (inoffiziell) - Anton Seelos Slalom, 2. Abfahrt, 15. Kombination, 4. (nicht gewertet) Lange Abfahrt, 6. (inoffiziell) | Frauen - Inge Wersin-Lantschner Slalom, 2. Abfahrt, 8. Kombination, 3. (nicht gewertet) Lange Abfahrt, 2. (inoffiziell) - Emmy Ripper Slalom, 15. Abfahrt, 11. Kombination, 15. (nicht gewertet) Lange Abfahrt, 11. (inoffiziell) - Irma Schmidegg Slalom, 10. Abfahrt, 3. Kombination, 7. (nicht gewertet) Lange Abfahrt, 3. (inoffiziell) |

## Schweiz
| Männer - Ernst von Allmen Slalom, nicht gestartet Kombination, nicht gestartet (nicht gewertet) - Walter Amstutz Lange Abfahrt, 14. (inoffiziell) - Ernst Feuz Abfahrt, 4. Kombination, nicht gestartet (nicht gewertet) Lange Abfahrt, 12. (inoffiziell) - John Frautchi Lange Abfahrt, 19. (inoffiziell) - Otto Furrer Slalom, nicht gestartet Abfahrt, 2. Kombination, nicht gestartet (nicht gewertet) Lange Abfahrt, 4. (inoffiziell) - Walter Prager Slalom, 5. Abfahrt, 1. Kombination, 1. (nicht gewertet) - Christian Rubi Lange Abfahrt, 13. (inoffiziell) - Hans Schlunegger Slalom, nicht gestartet Abfahrt, ausgeschieden Kombination, nicht gestartet (nicht gewertet) - Fritz Steuri Slalom, nicht gestartet Abfahrt, 3. Kombination, nicht gestartet (nicht gewertet) - Willy Steuri Slalom, nicht gestartet Kombination, nicht gestartet (nicht gewertet) - David Zogg Slalom, 1. Abfahrt, 10. Kombination, 2. (nicht gewertet) Lange Abfahrt, 8. (inoffiziell) | Frauen - Josie de Latour Abfahrt, disqualifiziert Lange Abfahrt, 15. (inoffiziell) - Ella Maillart Slalom, 9. Abfahrt, 14. Kombination, 11. (nicht gewertet) Lange Abfahrt, 12. (inoffiziell) - Elsa Mende Slalom, 18. Abfahrt, 16. Kombination, 17. (nicht gewertet) - Rösli Rominger Slalom, 7. Abfahrt, 7. Kombination, 5. (nicht gewertet) Lange Abfahrt, 13. (inoffiziell) - Elsa Roth Slalom, 17. - Rösli Streiff Slalom, 8. Abfahrt, 12. Kombination, 10. (nicht gewertet) Lange Abfahrt, 7. (inoffiziell) - Helene Zingg Slalom, 16. Abfahrt, 6. Kombination, 13. (nicht gewertet) Lange Abfahrt, 16. (inoffiziell) |

## Vereinigtes Königreich
| Männer - Bill Bracken Slalom, 9. Abfahrt, 23. Kombination, 13. (nicht gewertet) Lange Abfahrt, 7. (inoffiziell) - Tony Knebworth Slalom, 15. Abfahrt, 7. Kombination, 9 (nicht gewertet) Lange Abfahrt, 22. (inoffiziell) - Peter Lunn Slalom, 7. Abfahrt, 13. Kombination, 8. (nicht gewertet) - Chris Mackintosh Slalom, nicht gestartet Abfahrt, 17. Kombination, nicht gestartet (nicht gewertet) Lange Abfahrt, 2. (inoffiziell) - Pelham Maitland Slalom, 18. - Harold Mitchell Slalom, 13. Lange Abfahrt, 21. (inoffiziell) - E. W. A. Richardson Slalom, 11. - William James Riddell Slalom, 4. Abfahrt, 16. Kombination, 5 (nicht gewertet) Lange Abfahrt, 10. (inoffiziell) - Dick Waghorn Slalom, nicht gestartet Abfahrt, 18. Kombination, nicht gestartet (nicht gewertet) Lange Abfahrt, 20. (inoffiziell) | Frauen - Nell Carroll Slalom, 14. Abfahrt, 2. Kombination, 9. (nicht gewertet) Lange Abfahrt, 6. (inoffiziell) - Dorothy Crewdson Slalom, 6. Abfahrt, 13. Kombination, 8. (nicht gewertet) Lange Abfahrt, 5. (inoffiziell) - Freda Gossage Slalom, 5. Abfahrt, 5. Kombination, 5. (nicht gewertet) Lange Abfahrt, 4. (inoffiziell) - Jeanette Kessler Slalom, 3. Abfahrt, 4. Kombination, 2. (nicht gewertet) Lange Abfahrt, 10. (inoffiziell) - Esmé MacKinnon Slalom, 1. Abfahrt, 1. Kombination, 1. (nicht gewertet) Lange Abfahrt, 1. (inoffiziell) - Audrey Sale-Barker Slalom, 4. Abfahrt, 9. Kombination, 6. (nicht gewertet) Lange Abfahrt, 9. (inoffiziell) |